# کرو، پمبروک‌شر
کرو (به انگلیسی: Carew) یک منطقهٔ مسکونی در بریتانیا است که در پمبروکشر واقع شده‌است. کرو ۱٬۵۳۲ نفر جمعیت دارد.